# Billboard Hot Latin Songs

Le logo du magazine Billboard.

Le Billboard Hot Latin Songs (anciennement Hot Latin Tracks et Hot Latin 50) est un palmarès des chansons latines aux États-Unis, publié chaque semaine par le magazine Billboard. Depuis octobre 2012, le classement est établi sur les ventes numériques, la diffusion à la radio et la diffusion en ligne, et seules les chansons à prédominance espagnole sont autorisées à figurer dans le classement. Le classement a été établi par le magazine le 6 septembre 1986 et était à l'origine fondé sur le temps d'antenne des stations de radio de musique latine. Les chansons figurant dans le classement n'étaient pas nécessairement en espagnol, puisque quelques chansons en anglais et en portugais ont également été classées.
La première chanson numéro un du hit-parade a été La Guirnalda (en) de Rocío Dúrcal, le 6 septembre 1986. Au cours de la semaine se terminant le 3 octobre 2020, 441 chansons différentes ont été classées numéro un, tandis que 174 artistes ont atteint la première place (en tant que chanteurs principaux ou vedettes).

## Histoire
Le 6 septembre 1986, Billboard a présenté un hit-parade de singles de musique latine : le Hot Latin 50. Au cours de la décennie 1980, les données ont été compilées par Billboard et le département de recherche avec des informations provenant de 70 stations de radio de langue espagnole aux États-Unis et à Porto Rico. Ces stations de radio ont été sélectionnées en fonction de leur nombre d'auditeurs et ont été invitées à communiquer leurs listes de lecture pour la semaine. Depuis 1994, ces données ont été compilées par Nielsen Broadcast Data Systems (en) (BDS), qui surveille électroniquement les stations de radio dans plus de 120 marchés musicaux aux États-Unis. Avant la création de ce classement, les informations sur la musique latine dans le magazine n'étaient présentées que sous la forme du classement bimensuel des ventes d'albums Top Latin Albums, qui continue à être répertorié séparément. Il n'y avait pas de restrictions linguistiques dans le classement, puisque quelques chansons en anglais et en portugais ont été classées et ont même atteint la première place à cinq reprises. Trois sous-charts latins spécifiques à un genre ont été introduits avec et ont été pris en compte dans le tableau des Hot Latin Songs : Latin Pop Airplay, Regional Mexican Airplay, et Latin Tropical Airplay. Un quatrième sous-chart, le Latin Rythm Airplay, a été établi en 2005 en réponse à l'influence croissante du hip-hop et du reggaeton latins.
Selon la base de données électronique Billboard, la première chanson numéro un du Hot Latin 50 a été La Guirnalda de la chanteuse espagnole Rocío Dúrcal le 6 septembre 1986. Cependant, dans les listes incluses dans la première publication imprimée du hit-parade le 4 octobre 1986, la première chanson numéro un était Yo No Sé Qué Me Pasó du chanteur-compositeur mexicain Juan Gabriel. En 2016, Billboard a déclaré que le hit-parade avait été introduit sur le numéro du 4 octobre 1986, mais le site web officiel du magazine reconnaît les numéros précédents du 6 septembre 1986 au 27 septembre 1986, ainsi que le numéro 1 de Rocío Durcal sur le premier numéro,,,,.
En raison de la popularité croissante des ventes de téléchargements et des données de streaming, Billboard a mis à jour la méthodologie du classement des chansons latines le 11 octobre 2012, afin d'inclure les ventes numériques et l'activité de streaming en plus de la diffusion à l'antenne, ainsi que de rendre uniquement les chansons à prédominance espagnole éligibles à l'inclusion et d'augmenter les données de diffusion à l'antenne à plus de 1 200 stations de radio à travers les États-Unis. Le classement de la diffusion uniquement à l'antenne, Latin Airplay, a également été créé et est fondé sur la méthodologie précédente de la Hot Latin Songs.